# Dieterich von Bocholtz
Dieterich (Dietrich, Diederich) Werner Graf von Bocholtz(-Alme) (* 20. Februar 1797 in Niesen; † 9. Oktober 1861 in Alme) war ein deutscher Rittergutsbesitzer und Parlamentarier.

## Familie
Bocholtz' Vater war der preußische Landrat und westfälische Staatsminister Wilhelm Friedrich von Bocholtz. Die Mutter war Efin Caroline geborene Freiin von Weichs.
Von Bocholtz-Alme, der katholischer Konfession war, heiratete 1825 in erster Ehe Charlotte Freiin von Schade zu Ahausen († 1836). Nach dem Tod der ersten Ehefrau heiratete er am 26. April 1838 Franziska (Fanny) Freiin von Schade, eine Schwester der ersten Ehefrau. Er hatte folgende Kinder hervor:
- Günther Hermann Wilhelm (* 1831)
- Caroline Wilhelmine Brunhilde (* 1832)
- Arnold Hermann Wilhelm (1833–1890)
- Clodwig Hermann Adolf (* 1835)
- Marie Therese Didelinde (* 1837)

## Leben
Er kämpfte als Kürassier in den Befreiungskriegen und erhielt das Eiserne Kreuz. Als Student an der Georg-August-Universität Göttingen wurde er 1816 Mitglied der Burschenschaft Teutonia und der neu gegründeten (dritten) Curonia Goettingensis. Der Eintritt machte die Vandalen missgünstig. Bocholtz musste Göttingen bereits Ostern 1817 verlassen. Er ging an die Philipps-Universität Marburg, wo er der Westfälischen Landsmannschaft Guestphalia beitrat. Er gehörte 1817 zu den Stiftern der Alten Marburger Burschenschaft Germania. Deshalb im März 1818 relegiert, wechselte er an die Universität Jena. Dort wurde er 1818 Mitglied und Vorsteher der Urburschenschaft. 1820 ging er an die Friedrich-Wilhelms-Universität zu Berlin, wo er sich der Berliner Burschenschaft Arminia anschloss und Mitstifter des burschenschaftlichen Bundes der Hermninen wurde. Nach dem Studium wurde er Majoratsherr auf Schloss Alme und Niesen.
Von 1855 bis zu seinem Tod 1861 gehörte Graf Bocholtz dem Preußischen Herrenhaus an. Dort war er Führer des Zentrums. Gewählt in der Kurie der Rittergutsbesitzer im Wahlbezirk Herzogtum Westfalen war er 1833 bis 1858 Mitglied im Provinziallandtag der Provinz Westfalen. 1847 war er Teilnehmer am Ersten und 1848 am Zweiten Vereinigten Landtag.